# Notiothemis robertsi
Notiothemis robertsi là một loài chuồn chuồn ngô thuộc họ Libellulidae. Nó được tìm thấy ở Cameroon, Cộng hòa Trung Phi, Cộng hòa Congo, Cộng hòa Dân chủ Congo, Bờ Biển Ngà, Gabon, Ghana, Guinea, Kenya, Liberia, Nigeria, Tanzania, Uganda, và Zambia. Môi trường sống tự nhiên của nó là các khu rừng đất thấp ẩm nhiệt đới và cận nhiệt đới.